# Angela Meryl
Angela Meryl (* vor 1996) ist eine Stuntfrau und Schauspielerin.

## Leben
Meryl absolvierte zahlreiche Stunts in Filmen und Fernsehserien. Darunter in mehreren Filmen für Vanessa Lynn Williams, für Beyoncé in Austin Powers in Goldständer (2002), für Christina Milian in Love Don’t Cost a Thing (2003), für Halle Berry in Die Liebe stirbt nie (2005) und für Lisa Bonet in Out Here in the Fields: The Field on Beach Lane (2009). 2004 wurde sie zusammen mit Zoë Bell für ihre Kampfszenen in Quentin Tarantinos Kill Bill – Volume 1 zweimal für den Taurus Award nominiert. 2010 gewannen sie und Heather Arthur den Taurus Award in der Kategorie „Best Overall Stunt by a Stunt Woman“ für ihr wirken im Film Obsessed.
Sie war ebenfalls in einigen kleinen Rollen als Schauspielerin zu sehen.

## Filmografie (Auswahl)

### Als Stuntfrau
- 1996: Mr. Präsident Junior (First Kid)
- 1998: Ausnahmezustand (The Siege)
- 2002: Austin Powers in Goldständer (Austin Powers in Goldmember)
- 2003: Kill Bill – Volume 1 (Kill Bill: Vol. 1)
- 2003: Love Don’t Cost a Thing
- 2003–2005: Charmed – Zauberhafte Hexen (Charmed, Fernsehserie, drei Folgen)
- 2004: Star Trek: Enterprise (Fernsehserie, zwei Folgen)
- 2005: Die Liebe stirbt nie (Their Eyes Were Watching God, Fernsehfilm)
- 2005–2012: Bones – Die Knochenjägerin (Bones, Fernsehserie, drei Folgen)
- 2006: Alpha Dog – Tödliche Freundschaften (Alpha Dog)
- 2007: Pirates of the Caribbean – Am Ende der Welt (Pirates of the Caribbean: At World’s End)
- 2009: Out Here in the Fields: The Field on Beach Lane
- 2009: Obsessed
- 2012: James Bond 007: Skyfall (Skyfall)

### Als Schauspielerin
- 1998: Spike Lee’s Spiel des Lebens (He Got Game)
- 2002: Austin Powers in Goldständer (Austin Powers in Goldmember)
- 2002: 24 (Fernsehserie, eine Folge)
- 2004: Emergency Room – Die Notaufnahme (ER, Fernsehserie, eine Folge)
- 2004: Star Trek: Enterprise (Enterprise, Fernsehserie, eine Folge)
- 2005: Havoc
- 2005: Bones – Die Knochenjägerin (Bones, Fernsehserie, eine Folge)
- 2006: Alpha Dog – Tödliche Freundschaften (Alpha Dog)
- 2009: A Brief History of Women (Kurzfilm)
- 2009: The Unusuals (Fernsehserie, eine Folge)
- 2009: Schatten der Leidenschaft (The Young and the Restless, Fernsehserie, eine Folge)
- 2011: Hott Damned (Kurzfilm)
- 2011: Victorious (Fernsehserie, eine Folge)
- 2013: L.A. Girls (Fernsehserie, eine Folge)

## Auszeichnungen und Nominierungen
Gewonnen
- 2010: Taurus Award in der Kategorie „Best Overall Stunt by a Stunt Woman“ für Obsessed (geteilt mit Heather Arthur)[2]
- 2013: Screen Actors Guild Awards in der Kategorie „Outstanding Action Performance by a Stunt Ensemble in a Motion Picture“ für James Bond 007: Skyfall (geteilt mit zahlreichen Kollegen)[3][4]

Nominiert
- 2004: Zwei Taurus-Award-Nominierungen in den Kategorien „Best Fight“ und „Best Overall Stunt by a Stunt Woman“ für Kill Bill – Volume 1 (geteilt mit Zoë Bell)[1]
- 2008: Screen-Actors-Guild-Awards-Nominierung in der Kategorie „Outstanding Performance by a Stunt Ensemble in a Motion Picture“ für Pirates of the Caribbean – Am Ende der Welt (geteilt mit zahlreichen Kollegen)[5]
- 2010: Taurus-Award-Nominierung in der Kategorie „Best Fight“ für Obsessed (geteilt mit Heather Arthur)[2]